# Reus (Montevideo)

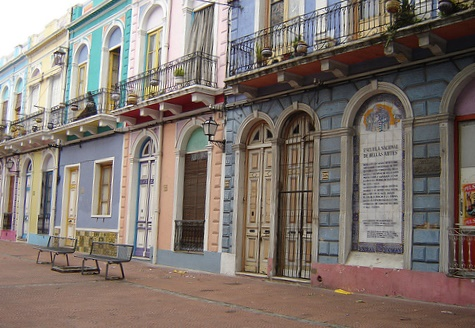
Calle Emilio Reus, Montevideo.

Reus, también conocido como Reus al Norte, es un sector urbano del barrio Villa Muñoz de Montevideo (Uruguay). Es parte integral del conocido como «barrio de los judíos», y se caracteriza por su arquitectura modernista y sus viviendas pintadas de diferentes colores.
El complejo nació a finales del siglo XIX, siendo una zona de pequeña superficie, de aproximadamente unas cuatro manzanas. Desde sus orígenes fue el lugar de asentamiento de la mayoría de inmigrantes judíos que llegaban a Montevideo, por lo que se convirtió en el núcleo de la comunidad judía de Uruguay.

## Historia

Barrio Reus en 1907

Reus al Norte nació a fines de la década de 1880, como proyecto de construcción de zona residencial, por parte del empresario de origen español Emilio Reus.
Las obras enfrentaron retrasos fruto de problemas económicos de la empresa constructora, y debido al pánico de 1890, el negocio quebró, y la empresa quedó integrada al capital del recién creado Banco Hipotecario del Uruguay, que se encargó de la finalización de las obras y la posterior venta de viviendas.

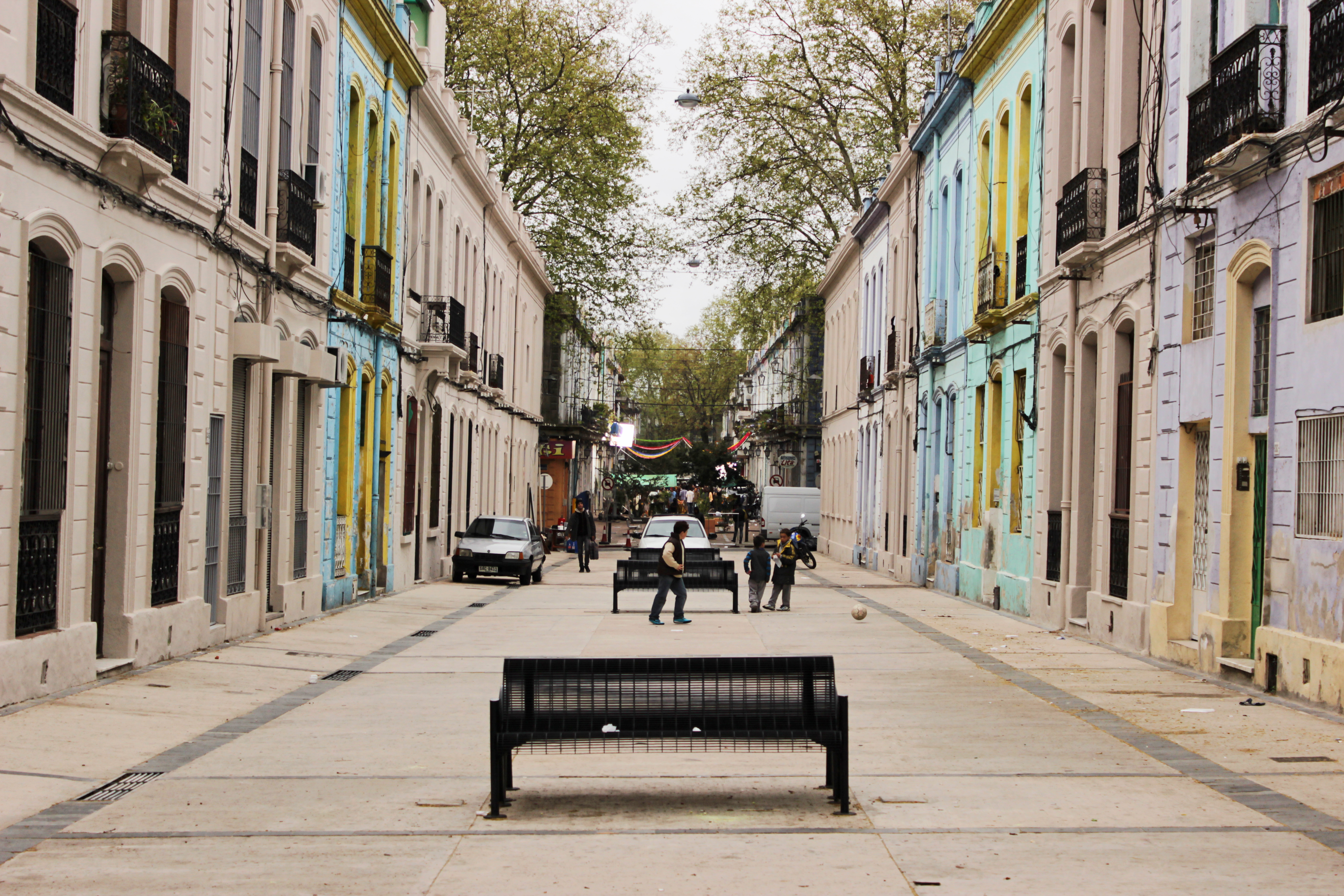
Lado sur de la calle Emilio Reus, 2013

Debido a los bajos precios de las viviendas, desde finales del siglo XIX y la primera mitad del siglo XX, se asentaron en la zona una gran cantidad de inmigrantes, mayoritariamente judíos pertenecientes a la comunidad asquenazí. En sus alrededores se establecieron las primeras sinagogas y asociaciones judías del país, lo que llevó a que se lo conociera popularmente como «barrio de los Judíos», denominación que recibe hasta la actualidad. Asimismo, los primeros pobladores judíos del barrio montaron tiendas minoristas y mayoristas, convirtiéndolo en una importante zona comercial.

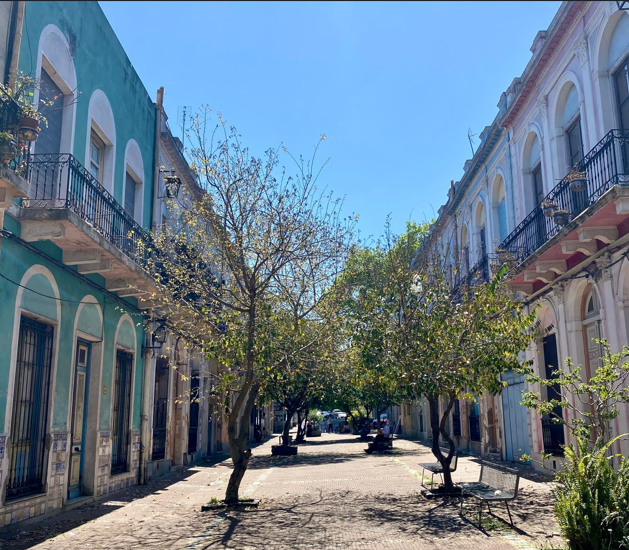
Lado norte de la calle Emilio Reus, 2024

Desde sus orígenes, predominaba en la zona el habla del idioma yidis, que se mezclaba con las lenguas de otras comunidades de inmigrantes en Montevideo, como el italiano y el gallego.La fachada de las edificaciones fueron remodeladas principalmente por obreros y artistas italianos a mediados del siglo XX, al introducir el concepto de spiritu urbis. La obra de la pintura decorativa se realizó en 1992 por la Escuela Nacional de Bellas Artes a cargo de su director Jorge Errandonea, repitiendo la experiencia de esa institución en la década de 1960 en el barrio Sur a cargo del director en ese momento Miguel Ángel Pareja.

## En la cultura popular
- En 2010, se estrenó el documental El barrio de los judíos, que relata historias de los hijos y nietos de los primeros residentes del barrio.[9]
- La trama de la película Reus de 2011 tiene como centro el barrio y sigue a dos familias judías que se enfrentan por el poder en la zona. En 2023 se estrenó su secuela Reus, la vuelta al barrio.[10]
- La tradicional calle peatonal Emilio Reus, caracterizada por las viviendas de colores, fue el lugar del rodaje del videoclip de la canción «Corazones rojos» de la serie de Max, Margarita.[11]